# هوارد إستابروك
هوارد إستابروك (بالإنجليزية: Howard Estabrook)‏ هو كاتب سيناريو ومنتج أفلام ومخرج وممثل أمريكي، ولد في 11 يوليو 1884 في ديترويت في الولايات المتحدة، وتوفي في 16 يوليو 1978 في وودلاند هيلز، كاليفورنيا في الولايات المتحدة بسبب سرطان. من الجوائز التي نالها جائزة الأوسكار لأفضل كتابة عن عمل سيمارون.

## أعمال

### أفلام
- (1931) سيمارون[3]
- (1935) ديفيد كوبرفيلد
- (1943) الكوميديا الإنسانية
- (1948) فتاة مانهاتن

## جوائز
- جائزة الأوسكار لأفضل كتابة، عن عمل: سيمارون

## وصلات خارجية
- هوارد إستابروك على موقع IMDb (الإنجليزية)
- هوارد إستابروك على موقع ألو سيني (الفرنسية)
- هوارد إستابروك على موقع تيرنر كلاسيك موفيز (الإنجليزية)
- هوارد إستابروك على موقع أول موفي (الإنجليزية)
- هوارد إستابروك على موقع قاعدة بيانات برودواي على الإنترنت (الإنجليزية)
- هوارد إستابروك على موقع قاعدة بيانات الأفلام السويدية (السويدية)
- هوارد إستابروك على موقع قاعدة بيانات الفيلم (الإنجليزية)
- هوارد إستابروك على موقع كينوبويسك (الروسية)